# آتیک
آتیک (به یونانی: Αττική)، یکی از مناطق تاریخی یونان است که آتن، پایتخت یونان در آن قرار دارد. این منطقهٔ تاریخی در مرکز شبه‌جزیرهٔ آتیک قرار دارد که خود به دریای اژه پیش‌رانده شده است.

امروزه واحدی حکومتی در یونان به نام استان آتیک وجود دارد که وسیع‌تر از منطقهٔ تاریخی آتیک است و شامل چند جزیره و قسمتی از پلوپونز است.
پیشینهٔ آتیک، کاملاً به پیشینهٔ آتن که از دورهٔ باستانی یونان تا به امروز یکی از مهم‌ترین شهرهای جهان باستان است، گره خورده است.